# Direito alternativo

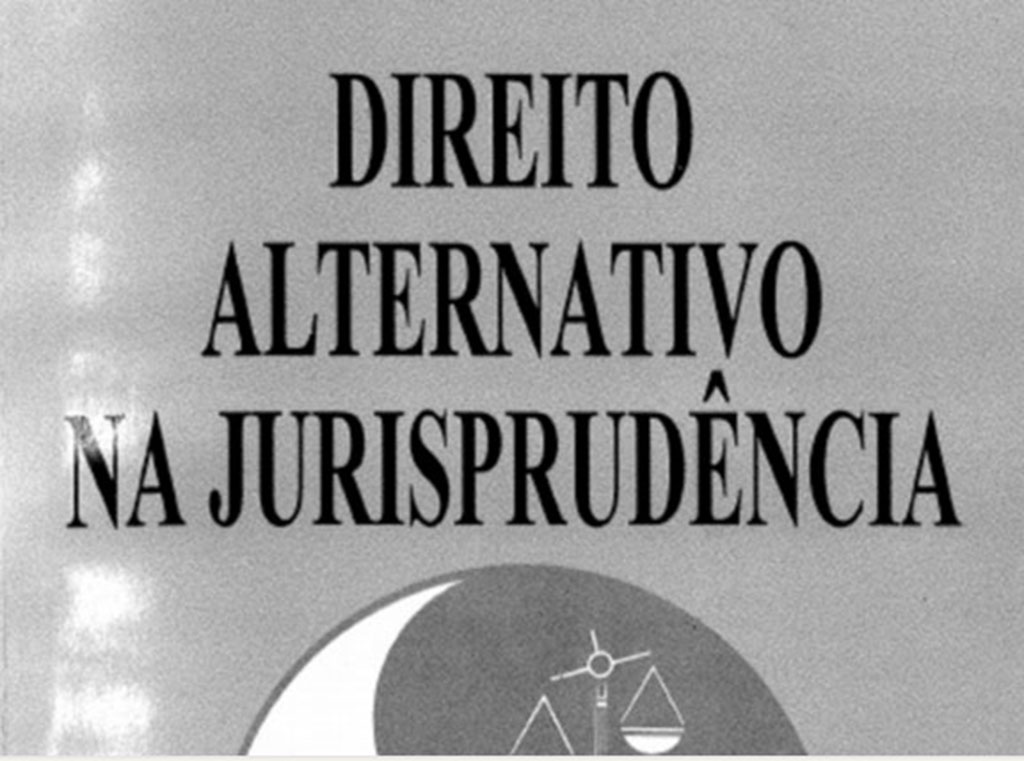
Capa do livro Direito Alternativo na Jurisprudência (1993), de Amilton Bueno de Carvalho.

O Direito Alternativo é um movimento de juristas organizado no início dos anos 1990, que busca produzir uma nova forma de ver, praticar e ler o direito.

## História
O movimento do Direito Alternativo brasileiro tem origem no movimento italiano e espanhol do "uso alternativo do Direito", nas décadas de 1960 e 1970.
O primeiro passo para o início do Direito Alternativo foi a criação de um grupo de estudos, organizado por alguns magistrados gaúchos, comuns e trabalhistas, liderados pelo ex-desembargador Amilton Bueno de Carvalho. Nesse mesmo tempo, alguns juristas não magistrados, como Edmundo Lima de Arruda Júnior, Antônio Carlos Wolkmer, Miguel Pressburger, Miguel Baldez, Clèmerson Merlin Clève, entre outros, influenciados pelo movimento italiano uso alternativo do Direito, já falavam da possibilidade de criação de um Direito Alternativo, isso por volta do ano de 1987.
O crescimento do movimento foi vertiginoso, alastrando-se por todo o Brasil, América Latina e parte da Europa, tornando-se objeto de inúmeros grupos de estudos, artigos científicos, livros, seminários, monografias de conclusão de curso, dissertações e teses, sendo, inclusive, disciplina curricular em algumas faculdades de direito e escolas da magistratura.

## Propostas e críticas
O movimento não tem uma ideologia, mas pontos teóricos comuns entre seus membros, destacando-se:
1. não aceitação do sistema capitalista como modelo econômico;
2. combate ao liberalismo burguês como sistema sociopolítico;
3. combate irrestrito à miséria da grande parte da população brasileira e luta por democracia, entendida como a concretização das liberdades individuais e materialização de igualdade de oportunidades e condição mínima e digna de vida a todos;
4. uma certa simpatia de seus membros em relação à teoria crítica do Direito.

Há uma unanimidade de crítica ao positivismo jurídico (paradigma liberal-legal), entendido como uma postura jurídica técnica-formal-legalista, de aparente apego irrestrito à lei e de aplicação de uma pseudo-interpretação lógica dedutiva, somada a um discurso apregoador:
1. da neutralidade ou a valoratividade;
2. do formalismo jurídico ou anti-ideológica do Direito;
3. da coerência e completude do ordenamento jurídico;
4. da fonte única do Direito e da interpretação mecanicista das normas efetuada através de um método hermenêutico formal/lógico/técnico/dedutivo.

Os juristas alternativos, em desacordo com a teoria e a ideologia juspositiva, denunciam:
1. ser o Direito, político, parcial e valorativo, pois é a regulamentação normativa de determinada estrutura de poder;
2. representar, o formalismo jurídico, uma forma de escamotear o conteúdo perverso de parte da legislação e de sua aplicação no seio da sociedade;
3. não ser o Direito coerente e completo. Suas antinomias (contradições) e lacunas (vazios) são várias e explícitas;
4. ser a lei fonte privilegiada do Direito, mas a ideologia do intérprete dá o seu sentido, ou o sentido por ele buscado. A exegese de um texto legal não é declarativa de seu conteúdo, mas, bem ao contrário, e axiológica e representa os interesses e fins perseguidos pelo exegeta.[3]

Aqueles que são contra o Direito Alternativo criam uma imagem distorcida do que ele realmente é. Essas pessoas caracterizam esse Direito em questão como um movimento de magistrados contrários a lei, defensores do voluntarismo jurídico. Essa crítica pode ainda ser engrossada, uma vez que juristas tidos como reacionários, de direita, podem também usar o Direito alternativo visando seus interesses, de forma que coloque o Estado de Direito e até mesmo a democracia em risco.
Apesar de não ser visto com bons olhos, o que realmente se deve considerar dele é que é um movimento desviante em face à legalidade estatal. Assim, direito alternativo é um termo que expressa a intenção de um movimento que quer mudar a ordem jurídica vigente. Procuram com essa concepção formar o "jurista orgânico", um subproduto da ideia concebida para o "intelectual orgânico". Os defensores dessa ideia pretendem que o Direito tenha como prioridade o social, querem tirar o Direito dos tribunais e leva-lo para junto do povo.

## Publicações
- Revista de Direito Alternativo. nº 01. Direção: Amilton Bueno de Carvalho. São Paulo: Editora Acadêmica, 1992.
- Revista de Direito Alternativo. nº 02. Direção: Amilton Bueno de Carvalho. São Paulo: Editora Acadêmica, 1993.
- Revista de Direito Alternativo. nº 03. Direção: Amilton Bueno de Carvalho. São Paulo: Editora Acadêmica, 1994.
- Revista "O Direito Alternativo". Vol. 02, nº 01. Franca: UNESP, 2013..